# Rue89
Pour les articles homonymes, voir Rue (homonymie).
Rue89 est un site d'information français lancé par d'anciens journalistes du quotidien Libération le 6 mai 2007. À sa création , Rue89 est un site généraliste de débat et d'information sur des faits divers et de société.
Depuis 2011, il appartient au groupe L'Obs et est publié sur le site du Nouvel Obs. Entre 2013 et 2017, Rue89 est progressivement intégré à L'Obs et jusqu'à en devenir une rubrique. D'abord spécialisée dans l'actualité numérique, la rubrique est maintenant centrée sur les questions de vie, de l'intime, de la parentalité.
Rue89 Lyon, Rue89 Strasbourg et Rue89 Bordeaux sont des journaux en ligne d'actualité locale, fondés respectivement en 2011, 2012 et 2014 avec le droit d'utiliser le nom Rue89. Ces journaux sont indépendants, aussi bien vis-à-vis de L'Obs que les uns des autres.

## Histoire

### Création
Rue89 est officiellement fondé et lancé le jour du second tour de l'élection présidentielle française, le 6 mai 2007, par Pierre Haski (président de la société Rue89 et directeur de la publication), Laurent Mauriac (directeur général), Pascal Riché (rédacteur en chef), Arnaud Aubron (webmaster/ éditeur) et Michel Lévy-Provençal. 
Selon Pascal Riché, le nom « Rue89 » a été choisi car la rue est un lieu où « on aime bien être » (entre autres), et que 89 est un « chiffre plein de valeur [...] c'est la liberté, c'est la chute du mur » (sous-entendu, la chute du Mur de Berlin en 1989). Cette explication se retrouve en des termes semblables sur la FAQ du site, qui met aussi en avant la Révolution française et l'invention du Web (en fait, une référence à la date de la proposition de Tim Berners-Lee d'utiliser l'hypertexte au sein du CERN).
Michel Lévy-Provençal, un des fondateurs de Rue89, quitte l'équipe au lendemain du lancement du site (le 7 mai 2007) et sort du capital en février 2008, créant une polémique à propos de l'évolution du journalisme participatif en dénonçant « l'évolution de la ligne éditoriale » de Rue89, qui se serait transformé d'après lui en « un journal d'opposition constitué presque exclusivement d'articles ou d'éditos émanant de la rédaction ou d'amis de la rédaction, souvent journalistes ». Il qualifie Rue89 de succès marketing, mais d'échec journalistique.

### Affaires révélées et articles polémiques
Dès le 14 mai 2007, Rue89 a connu une certaine notoriété en annonçant l'abstention de Cécilia Sarkozy lors du deuxième tour de l'élection présidentielle, et la suppression à la toute dernière minute d'un article sur le sujet dans le Journal du dimanche. Cette affaire a relancé la polémique sur d'éventuelles pressions, censures ou autocensures dont seraient victimes certaines rédactions, le Journal du Dimanche appartenant à Arnaud Lagardère, un proche de Nicolas Sarkozy.
En septembre 2007, Rue89 indique que le consultant Alexis Debat, employé notamment par ABC News et par The National Interest, avait falsifié plusieurs entretiens de personnalités, parmi lesquelles Alan Greenspan, Bill Clinton, Michael Bloomberg, Bill Gates et Kofi Annan.
Le 19 mai 2011, Lola Karimova-Tillyaeva, la fille cadette d'Islom Karimov, président de l'Ouzbékistan, engage une procédure judiciaire pour diffamation, notamment pour l'emploi du mot « dictateur » à son propos par Rue89. Fin juin 2011, la 17e chambre correctionnelle du tribunal de grande instance de Paris relaxe Rue89.
Le 27 juin 2008, Rue89 annonce sur son site une levée de fonds de 1,1 million d'euros, tout en précisant que ses fondateurs restent actionnaires majoritaires à 51,3 %,.
Son rédacteur, Pierre Haski, est mis en examen le 1er août 2013 à la suite d'un article critique sur le groupe Bolloré. Onze ans après, cette action n'a été suivie d'aucune poursuite judiciaire.

### Situation financière et actionnariat
Le 20 août 2008, Rue89 a annoncé le lancement de Eco89. Eco89 se voulait un site dérivé consacré à l'économie.  
En décembre 2009, Rue89 demande et obtient un fonds de 249 000 euros de la Direction du développement des médias, direction qui relève de l'autorité du Premier ministre.

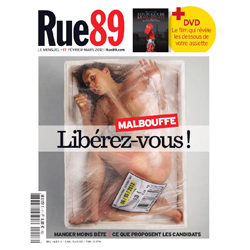
Une des couvertures de la version papier, avec une photographie de Pascal Colrat.

Le 21 décembre 2011, le groupe Nouvel Observateur rachète Rue89 pour 7,5 millions d'euros. Claude Perdriel, fondateur du Nouvel Observateur, avait déjà fait son entrée au mois de juin dans le capital de Rue89, en apportant 200 000 €. En cumulant les visiteurs uniques à ceux de Rue89, Le Nouvel Observateur a pu se hisser au second rang des groupes d'information en ligne en France en termes d'audience estimée.

### Journal papier
En juin 2010, la version papier de Rue89 est lancée. Il s'agit d'un magazine mensuel qui reprend les principaux articles mis en ligne sur le site au cours du mois précédent.
En mars 2012, après dix-sept numéros, la version papier de Rue89 est supprimée.

### Menaces
En novembre 2010, Rue89 se fait cambrioler pour la troisième fois dans sa courte histoire, perdant une vingtaine d'ordinateurs.
En avril 2017, Laurent Burlet, journaliste pour Rue89 Lyon, est menacé de mort après avoir enquêté sur les mouvements d'extrême droite à Lyon.

### Historique et organisation
En septembre 2012, le site reçoit un prix aux Online Journalism Awards de la Online News Association, le General Excellence in Online Journalism, Non-English, small/medium. 
Néanmoins, au cours de l'année 2012, la fréquentation du site a baissé et est passée sous la barre des 2 millions de visiteurs uniques par mois. Le site est ainsi dépassé par son concurrent le Huffington Post.
Le 2 janvier 2013, à la suite d'une demande du groupe du Nouvel Observateur, Rue89 quitte le Spiil, le Syndicat de la presse indépendante d'information en ligne, qu'il avait contribué à fonder,. 
Le 12 avril 2013, Rue89 procède à une réorganisation interne : Pascal Riché devient directeur de la rédaction, Blandine Grosjean devient rédactrice en chef et Mathieu Deslandes devient rédacteur en chef adjoint. 
En mai 2014, Xavier de La Porte devient rédacteur en chef. Il est remplacé en février 2016 par Mathieu Deslandes. Les effectifs de Rue89 se réduisent progressivement jusqu'en janvier 2017, mois de changement de l'interface graphique du site et du départ de son rédacteur en chef. Il est prévu que Rue89 soit tenu par quatre journalistes à partir du mois de février 2017.
Début 2016, Rue89 devient une rubrique du Nouvel Obs, ce achève le processus de transformation commencé en 2013 par des changements d'adresse de site web, de logo et d'organigramme. Un temps consacrée au numérique, la rubrique Rue89 se concentre aujourd’hui aux questions de vie, de l'intime et de la parentalité, avec un contenu laissant de la place aux témoignages.

### Conflits entreRue89et leNouvel Obs
Le 6 décembre 2013, la « Société des journalistes de Rue89 » publie un communiqué sur le site : elle dénonce un changement d'adresse (rue89.nouvelobs.com au lieu de rue89.com), ainsi qu'une refonte graphique mettant plus en avant Le Nouvel Observateur. Pour les journalistes de Rue89, ces choix « détruisent l'identité de Rue89 », et « [constituent] une étape supplémentaire dans la normalisation et l’intégration forcée de Rue89 à L’Obs ». Le communiqué révèle également certaines décisions prises depuis l'appartenance de Rue89 au groupe du Nouvel Obs : « la fin de Rue89 Sport », « le départ non remplacé de deux journalistes rédacteurs », ou encore « le gel des embauches pour au moins deux ans »,, . Dans un article du 6 décembre 2013, Télérama indique que la rédaction de Rue89 déménagera vers juillet 2014 « Place de la Bourse, dans les locaux de l'Obs », qualifiant ce déménagement d'une « concession de plus ». Des salariés de Rue89 estiment que le « pure-player » vit « la plus grave crise » de son histoire. 
Le 9 décembre 2013, à la suite d'informations parues dans la presse selon lesquelles Claude Perdriel, propriétaire du groupe Nouvel Observateur, mettrait en vente ses journaux, onze des quinze salariés de l'entreprise se mettent en grève pour une durée de 24 heures. C'est la première grève de l'histoire du journal, qui rencontre un certain retentissement dans la presse, mais surtout auprès des blogueurs et des lecteurs. Une page Facebook ainsi qu'un Tumblr « Reve89 » sont créés ; une pétition est mise en ligne par des lecteurs du site d'information,,,. La grève est renouvelée d'une journée le mardi 10 décembre,. Le même jour, la société des rédacteurs du Monde.fr se dit « solidaire de la rédaction de Rue89 face aux changements d’URL et à la refonte graphique imposés par sa maison-mère ». 
Dans un texte publié sur Rue89 le 9 décembre 2013, Claude Perdriel, le propriétaire du groupe Nouvel Observateur, estime que « l’indépendance éditoriale de Rue89 n’est pas menacée » et que « la réaction des journalistes de Rue89 est pour [lui] incompréhensible ».
Le lendemain, les salariés annoncent mettre fin à la grève, les dirigeants ayant fait quelques concessions.
Le 16 octobre 2014, dans un article publié en une, Pierre Haski annonce que Rue89 sera désormais « le site de la révolution numérique dans nos vies ». Il précise que « Rue89 a donc décidé, en complémentarité avec les autres sites du groupe Nouvel Obs [...] d’accentuer sa couverture de cette mutation ». Il annonce également le départ du directeur de la rédaction Pascal Riché.
Le 21 octobre suivant, la « Société des journalistes de Rue89 » publie un communiqué dans lequel elle explique que « Le Nouvel Observateur puis la direction de Rue89 ont annoncé [...] le changement de la ligne éditoriale du site ». Elle poursuit en indiquant que ces décisions confirment le rattachement « éditorial et physique » de Rue89 au Nouvel Observateur, « redouté » l’année précédente. La conclusion invite au « soutien vigilant » des lecteurs. Le Figaro note toutefois que si Rue89 a été un média pionnier du web, ses multiples rachats et difficultés financières témoignent d'un déclin, illustré par sa position de site web indépendant traitant de manière nouvelle l'information à désormais un simple onglet du site Internet de L'Obs.

### Historique de l'adresse du siège
En juin 2007, le journal déménage sur son site du 80 rue des Haies au sein de la pépinière Paris Innovation. De 2010 à 2014, son siège se situe au 24 rue de l'Est, où il a déménagé le 26 mars 2010, date coïncidant avec son second cambriolage.
La rédaction de Rue89 a déménagé en décembre 2014 place de la Bourse, dans les locaux de L'Obs.

## Antennes locales
Rue89 a lancé Rue89 Marseille en juin 2008 et la ville a accueilli une rédaction locale jusqu'en 2009,. L'ambition était de calquer le modèle participatif de Rue89 à l'échelle d'une grande agglomération française. Rue89 a également été partenaire des sites d'actualités locales Carré d'info à Toulouse et Grand Rouen, fermés en 2014.
En novembre 2011, Rue89 Lyon est lancé à l’initiative de journalistes locaux sous un autre type de partenariat :  ceux-ci ont eu le droit de fonder un journal en « exploitant le nom de Rue89 sans autre contrepartie que le respect de sa ligne éditoriale, "l’info à trois voix" (journalistes, experts, internautes) ». Sur le même modèle, suivront Rue89 Strasbourg en février 2012 et Rue89 Bordeaux en janvier 2014. Ainsi, ces trois « antennes locales » sont toutes indépendantes financièrement et éditorialement, aussi bien les unes des autres que vis-à-vis de Rue89 national. La collaboration entre ces antennes locales et Rue89 national a pris fin en 2015, date à laquelle l’Obs a supprimé le site Rue89 pour le transformer en rubrique.
Les trois antennes locales ont adopté le modèle de brèves financées par la publicité et accessibles gratuitement et à côté desquelles une sélection d'articles n'est accessibles que par abonnement. Rue89 Lyon et Bordeaux sont partenaires de Disclose depuis 2018. De son côté, Rue89 Strasbourg fait entrer la société éditrice de Mediapart à son capital en tant qu’actionnaire minoritaire ; le partenariat ainsi tissé permettant la reprise d'articles entre les deux journaux.
En raison de leur histoire commune, les trois antennes locales entretiennent des liens journalistiques entre elles et proposent régulièrement des dossiers écrits en commun, par exemple sur la place de la voiture en ville à Bordeaux, Lyon et Strasbourg ou encore sur l'action comparée des nouvelles mairies écologistes (les 3 villes ayant connu une alternance au profit de maires issus d'Europe Écologie Les Verts lors des élections municipales de 2020).

## Distinctions
- OJA Awards 2012 : Small/Medium Non-English

### Filmographie
- La rue est à eux, documentaire sur la naissance du site, réalisé par Isabelle Regnier et sorti en 2010